# Agrotis agilis
Agrotis agilis là một loài bướm đêm trong họ Noctuidae.